# Nick Bilton

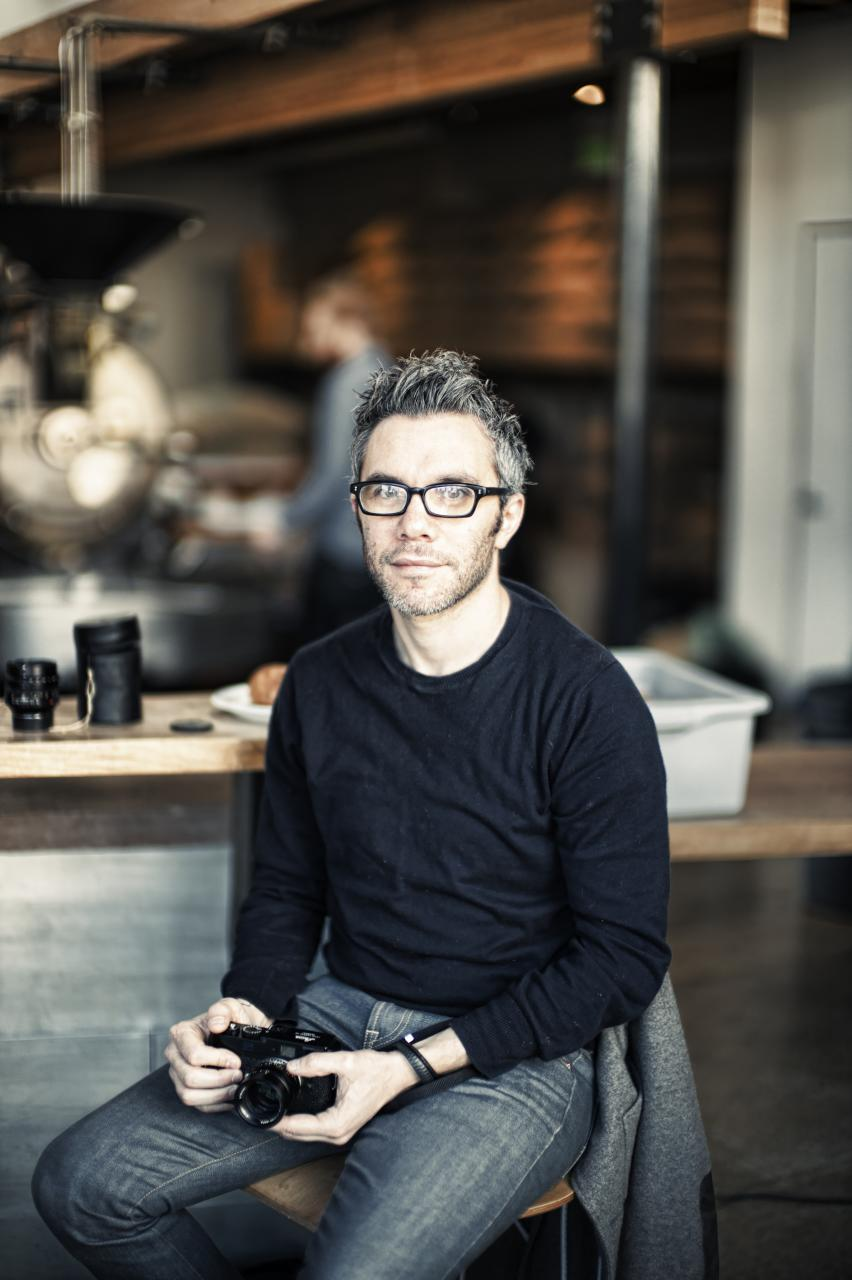
Nick Bilton 2012

Nick Bilton (* 19. August 1976 in Großbritannien) ist ein in den USA lebender Journalist.

## Leben
Bilton schreibt über Themen der Technologie und ist Kolumnist der New York Times. 2013 plante die kanadische Firma Lions Gate Entertainment, aus dem Buch Hatching Twitter eine Fernsehreihe zu machen.
Bilton lebt zurzeit in San Francisco in Kalifornien.

## Buchveröffentlichungen
- Hatching Twitter. A True Story of Money, Power, Friendship and Betrayal. Penguin Portfolio, New York City 2010, ISBN 978-1-59184-601-7.
  - deutsch von Ulrike Bischoff und Andreas dos Santos: Twitter. Eine wahre Geschichte von Geld, Macht, Freundschaft und Verrat. Campus Verlag, Frankfurt am Main / New York City 2013, ISBN 978-3-593-39906-5.[2]
- I Live in the Future and Here's how it Works. Random House, New York City, USA 2012, ISBN 978-0-307-59111-1.
- American Kingpin: Catching the Billion-Dollar Baron of the Dark Web. Virgin Books, 2018. ISBN 978-0-7535-4700-7.